# Arthur Theate
Arthur Nicolas Theate, född 25 maj 2000 i Liège, är en belgisk fotbollsspelare som spelar för Rennes. Han spelar även för Belgiens landslag.

## Klubbkarriär
Den 30 juli 2022 värvades Theate av Rennes, där han skrev på ett fyraårskontrakt.

## Landslagskarriär
Theate debuterade för Belgiens landslag den 16 november 2021 i en 1–1-match mot Wales.